# Flyleaf
Flyleaf ist eine US-amerikanische Post-Grunge-Band aus Belton, Texas. Sie wurde im Jahre 2001 gegründet und durchlief mehrere Namenswechsel.

## Geschichte
Nachdem Lacey Sturm nach Temple (Texas) zog, traf sie auf den Schlagzeuger James Culpepper. Zusammen schrieb man einige Lieder, wobei Lacey neben dem Gesang auch Gitarre spielte. Zu dieser Zeit spielten Sameer Bhattacharya und Jared Hartmann in einer Band namens Sporos, die auf der Suche nach einem Sänger waren. Sie luden Lacey zu einer Probe ein, entschieden sich gegen eine Verpflichtung. Kurze Zeit später lösten sich Sporos auf und Bhattacharya und Hartmann schlossen sich Lacey und Culpepper an. Die Gruppe nannte sich nun Listen. 2002 schloss sich der Bassist Pat Seals (Ex-The-Grove) dem Quartett an, das sich fortan Passerby nannte.
Unter dem Namen Passerby nahm die Band drei EPs auf und spielte innerhalb von zwei Jahren circa 100 Konzerte in Texas. 2003 spielte die Band ein Showcase für den Präsidenten von RCA in New York in der Hoffnung, einen Vertrag zu erhalten, doch sie lehnten die Band ab. Es war jedoch der Präsident von Octane Records anwesend, der die Band im Jahr 2004 unter Vertrag nahm. Kurze Zeit später musste die Band aus rechtlichen Gründen ihren Namen in Flyleaf ändern.
Im März 2004 fuhr die Band nach Seattle, um unter der Regie von Rick Parasher (u. a. Pearl Jam, Blind Melon) eine EP aufzunehmen. Anschließend ging die Band mit 3 Doors Down, Staind, Saliva und TRUSTcompany auf Tournee. Veröffentlicht wurde die EP im Oktober 2004. Ein Jahr später nahm die Band schließlich ihr Debütalbum auf. Produziert wurde das schlicht „Flyleaf“ genannte Werk von Howard Benson. Als Gastmusiker konnte man Dave Navarro (u. a. Jane’s Addiction) verpflichten. Das Album wurde am 4. Oktober 2005 in Nordamerika veröffentlicht. Mit I’m So Sick und Fully Alive wurden zwei Singles ausgekoppelt. Für die christlichen Radiostationen wurde der Song All Around Me veröffentlicht.
Anfang 2006 wechselte die Band zu J Records. Für den europäischen Markt wurde die Band von der deutschen Plattenfirma Gun Records unter Vertrag genommen. Im Sommer des Jahres trat die Band bei den Zwillingsfestivals Rock am Ring und Rock im Park auf. Das Album Flyleaf wurde am 18. August 2006 in Deutschland veröffentlicht. Im Herbst spielt die Band auf der Family Values Tour zusammen mit Korn, den Deftones, Stone Sour und Dir En Grey.
Ende 2006 tourten Flyleaf mit Disturbed, Stone Sour und Nonpoint in der Music as a Weapon III Tour. Die Band verkaufte auf den Konzerten die exklusive EP Music as a Weapon EP mit einer Akustik-Version von Fully Alive, und drei zuvor unveröffentlichten Songs: Much Like Falling, Justice and Mercy, und Christmas Song. Alle Einnahmen der EP gingen an World Vision (Vereinigte Staaten).
Anfang 2007 tourten sie mit Three Days Grace durch Australien bei dem Soundwave Festival. Sie tourten auch mit Forever Never und Stone Sour durch Europa.
Im Frühling 2007, begannen sie ihre Justice-&-Mercy-Tour. Zuerst mit Skillet und Dropping Daylight, später mit den Sick Puppies, Kill Hannah und Resident Hero. Auch 2007 waren Flyleaf bei der Family Values Tour dabei. Ihre Headliner-Tour Mitte 2007 wurde von dem Film Evan Allmächtig gesponsert.
Am 30. Oktober 2007 veröffentlichten sie ihr Album Flyleaf als Special-Edition mit DVD. Die CD beinhaltet die Lieder vom ersten Album sowie fünf bisher unveröffentlichte Akustikaufnahmen, die DVD Musikvideos, Interviews, ein Poster und einen Gratis-Klingelton.
Ende November waren Flyleaf zu Gast bei Power of One, in Green Bay, Wisconsin, und fungierten als Jury.
Lacey ist ebenfalls auf dem 7. Studioalbum "7th Symphony" der Band Apocalyptica zu hören. Der Titel des Liedes heißt "Broken Pieces" und es gibt auch ein dazugehöriges Musikvideo.
Ebenfalls wirkte sie bei dem Song "Courage" von Orianthi mit. Zu diesem Lied existiert auch ein passendes Musikvideo.
Am 22. Oktober 2012 gab Lacey Sturm bekannt, dass sie als Sängerin von Flyleaf zurücktreten werde.
Am 15. August 2016 gab Kristen May mit einem Video auf Facebook ihren Ausstieg aus der Band bekannt.

## Name
Insgesamt durchlief die Band zwei Namenswechsel. Der erste Bandname, „Listen“, bedeutet „Hör(t) (zu)!“, „Passerby“ heißt „Passant“. Da sich eine andere Gruppe diesen aber vor ihnen schützen ließ, entschlossen sie sich letztendlich für „Flyleaf“. Im Englischen wird die erste, unbedruckte Seite eines Buches „flyleaf“ genannt. Sängerin Lacey: „Sie ist für Widmungen gedacht, wenn man das Buch verschenkt. So ähnlich sind unsere Lieder: Persönliche Botschaften, die die Leere füllen.“

## Einflüsse
Als Einflüsse geben Flyleaf die Bands Rage Against the Machine, Foo Fighters, Incubus, Soundgarden, The Smashing Pumpkins und Nirvana an. Musikalisch sind Flyleaf dem Post-Grunge zuzuordnen.

## Religion

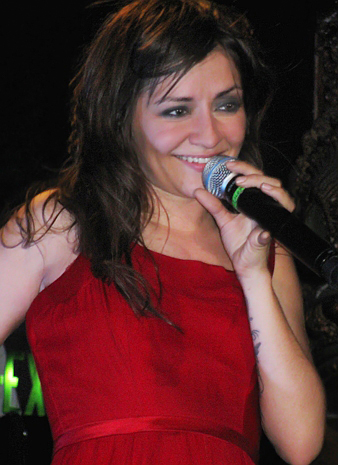
Lacey Sturm (2009)

Alle fünf Mitglieder der Band sind Christen. Dieser Glaube beeinflusst ihre Musik, aber die Sängerin Lacey glaubt nicht, dass sie dadurch als christliche Band einzuordnen wären.

## Erfolge
Ihr erstes Studio-Album Flyleaf stieg im März 2006 auf Platz 88 in den Billboard 200 ein. Nach 77 Wochen gelang ihm die Höchstplatzierung auf Platz 57. Das Album verkaufte sich über 850.000 Mal (Stand: Oktober 2007). Die CD/DVD-Version verkaufte sich in der ersten Woche mehr als 13.000 Mal, in den DVD-Charts schaffte es das Album bis auf Platz 52. Die Titel Cassie, Red Sam und Breathe Today wurden nicht publiziert, so wurde nur für Breathe Today ein Musikvideo gedreht. Do You Hear What I Hear, eine Cover-Version von Noel Regney and Gloria Shayne aus dem Jahre 1962. Diese Single gab es nur als Exklusiv-Download bei Yahoo!Music. Erst gegen 2006 wurden Flyleaf mehr und mehr wahrgenommen, sie veröffentlichten die Singles I’m So Sick und Fully Alive und beide erreichten die Top 40 der US-Rock-Charts. I’m So Sick erschien im Film Stirb langsam 4.0 und ein Remix auf dem Soundtrack des Films Resident Evil: Extinction. Die dritte Single All Around Me, die Ende 2007 erschien, war die bisher erfolgreichste Single von Flyleaf. Sie erreichten damit nicht nur erstmals die Top 10 der Modern Rock Charts, sie war Anfang 2008 auch ihr erster Hit in den offiziellen Hot-100-Charts.

## Diskografie

### Studioalben
| Jahr | Titel             | Höchstplatzierung, Gesamtwochen, AuszeichnungChartplatzierungen (Jahr, Titel, Platzierungen, Wochen, Auszeichnungen, Anmerkungen) | Höchstplatzierung, Gesamtwochen, AuszeichnungChartplatzierungen (Jahr, Titel, Platzierungen, Wochen, Auszeichnungen, Anmerkungen) | Höchstplatzierung, Gesamtwochen, AuszeichnungChartplatzierungen (Jahr, Titel, Platzierungen, Wochen, Auszeichnungen, Anmerkungen) | Anmerkungen                                                    |
| Jahr | Titel             | US | Christ | Rock | Anmerkungen                                                    |
| ---- | ----------------- | --- | --- | --- | -------------------------------------------------------------- |
| 2005 | Flyleaf           | US57 Platin · (133 Wo.)US | Christ1 (… Wo.)Christ | Rock12 (20 Wo.)Rock | Erstveröffentlichung: 27. September 2005 Verkäufe: + 1.000.000 |
| 2009 | Memento Mori      | US8 (26 Wo.)US | Christ1 (62 Wo.)Christ | Rock2 (22 Wo.)Rock | Erstveröffentlichung: 10. November 2009                        |
| 2012 | New Horizons      | US16 (4 Wo.)US | Christ1 (21 Wo.)Christ | Rock4 (5 Wo.)Rock | Erstveröffentlichung: 30. Oktober 2012                         |
| 2014 | Between the Stars | US33 (1 Wo.)US | Christ3 (9 Wo.)Christ | Rock8 (1 Wo.)Rock | Erstveröffentlichung: 16. September 2014                       |

grau schraffiert: keine Chartdaten aus diesem Jahr verfügbar

### EPs
| Jahr | Titel            | Höchstplatzierung, Gesamtwochen, AuszeichnungChartplatzierungen (Jahr, Titel, Platzierungen, Wochen, Auszeichnungen, Anmerkungen) | Höchstplatzierung, Gesamtwochen, AuszeichnungChartplatzierungen (Jahr, Titel, Platzierungen, Wochen, Auszeichnungen, Anmerkungen) | Höchstplatzierung, Gesamtwochen, AuszeichnungChartplatzierungen (Jahr, Titel, Platzierungen, Wochen, Auszeichnungen, Anmerkungen) | Anmerkungen                            |
| Jahr | Titel            | US | Christ | Rock | Anmerkungen                            |
| ---- | ---------------- | --- | --- | --- | -------------------------------------- |
| 2010 | Remember to Live | US111 (1 Wo.)US | Christ4 (13 Wo.)Christ | Rock15 (2 Wo.)Rock | Erstveröffentlichung: 7. Dezember 2010 |
| 2013 | Who We Are       | — | Christ35 (1 Wo.)Christ | — | Erstveröffentlichung: 9. Juli 2013     |

Weitere EPs
- 2002: Broken Wings
- 2003: Passerby
- 2004: Flyleaf
- 2006: Music as a Weapon
- 2007: Much Like Falling

### Singles
| Jahr | Titel Album                      | Höchstplatzierung, Gesamtwochen, AuszeichnungChartplatzierungen (Jahr, Titel, Album, Platzierungen, Wochen, Auszeichnungen, Anmerkungen) | Höchstplatzierung, Gesamtwochen, AuszeichnungChartplatzierungen (Jahr, Titel, Album, Platzierungen, Wochen, Auszeichnungen, Anmerkungen) | Höchstplatzierung, Gesamtwochen, AuszeichnungChartplatzierungen (Jahr, Titel, Album, Platzierungen, Wochen, Auszeichnungen, Anmerkungen) | Anmerkungen           |
| Jahr | Titel Album                      | US | Christ | Rock | Anmerkungen           |
| ---- | -------------------------------- | --- | --- | --- | --------------------- |
| 2007 | All Around Me Flyleaf            | US40 Platin · (20 Wo.)US | — | — | Verkäufe: + 1.000.000 |
| 2009 | Again Memento Mori               | — | Christ26 (20 Wo.)Christ | Rock12 (33 Wo.)Rock |                       |
| 2010 | Chasm Memento Mori               | — | — | Rock48 (1 Wo.)Rock |                       |
| 2014 | Set Me on Fire Between the Stars | — | Christ34 (1 Wo.)Christ | — |                       |

grau schraffiert: keine Chartdaten aus diesem Jahr verfügbar
Weitere Singles
- 2005: Do You Hear What I Hear?
- 2005: I’m So Sick
- 2006: Fully Alive
- 2007: Breathe Today
- 2008: There for You
- 2009: Beautiful Bridge
- 2010: Missing
- 2010: Arise
- 2010: How He Loves
- 2012: New Horizons
- 2012: Call You Out
- 2015: Thread